# Acer rufinerve
Acer rufinerve är en kinesträdsväxtart som beskrevs av Sieb. & Zucc.. Acer rufinerve ingår i släktet lönnar och familjen kinesträdsväxter. Inga underarter finns listade i Catalogue of Life. Det svenska trivialnamnet rostlönn används för arten.
Trädet blir upp till 10 meter högt. Antalet exemplar med fortplantningsorgan av honkön är alltid lågt. Några träd av arten kan byta kön.
Arten förekommer i Japan på öarna Honshu, Shikoku, Kyushu och Yakushima.  Den växer i regioner som ligger 300 till 2000 meter över havet. Acer rufinerve ingår i lövfällande skogar.
Larver av skalbaggen Bradybatus limbatus kan skada flera exemplar. Intensivt skogsbruk på arten förekommer inte men barken från träd som är minst 10 till 15 år gamla krossas och används för produktionen av bland annat väskor och arbetskläder. Acer rufinerve är en prydnadsväxt i trädgårdar.
Arten är i utbredningsområdet vanligt förekommande. Den listas av IUCN som livskraftig (LC).